# James Searle Dawley

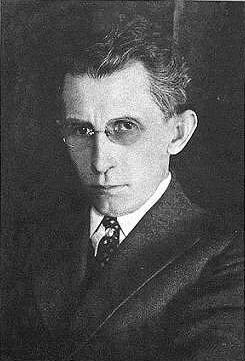
James Searle Dawley, um 1919

James Searle Dawley (häufig nur J. Searle Dawley; * 13. Mai 1877 in Del Norte, Colorado; † 30. März 1949 in Hollywood, Kalifornien) war ein US-amerikanischer (Stumm-)Filmregisseur und Drehbuchautor. Er sah sich selbst als den „ersten professionellen Filmregisseur“.

## Leben
James Searle Dawley wuchs in Denver auf und arbeitete von 1895 bis 1907 bei verschiedenen Theatertruppen als Schauspieler, Autor und Manager. Im Mai 1907 engagierte ihn Edwin S. Porter für die Regie von The Nine Lives of a Cat bei der Edison Company. Dawley sollte dabei einzig das Spiel der Schauspieler überwachen und die Handlungskontinuität steuern. Da diese Aufgaben zuvor zusammen mit der Kameraarbeit von einer Person übernommen wurden, ist Dawleys Ansicht, der erste professionelle Filmregisseur gewesen zu sein, nicht abwegig.
Dawley arbeitete anfangs als Porters Assistent, übernahm aber schnell auch allein die Arbeit am Filmen. 1908 führte er Regie bei Rescued from an Eagle’s Nest, in dem Henry B. Walthall und David Wark Griffith ihr Filmdebüt hatten. 1909 produzierte er Lunatics in Power. 1910 ging Dawley an die amerikanische Westküste und etablierte Edisons kalifornisches Studio Balboa in Long Beach, wo unter anderem Henry King und William Desmond Taylor als Regisseure eingestellt wurden. J. Searle Dawley schuf für Edison 1910 die erste Frankenstein-Verfilmung und 1912 die erste Verfilmung der „Schatzinsel“ von Robert Louis Stevenson. Zusammen mit Porter unterschrieb er 1912 einen Vertrag bei Adolph Zukors Famous Players, für die er 14 Filme drehte. Nach jeweils einjährigen Arbeiten für seine eigene Produktionsfirma Dyreda und für Metro Pictures ging er 1915 zurück zu Famous Players-Lasky, wo er 1916 die erste Langfilmversion von Snow White und 1918 eine Version von Uncle Tom’s Cabin drehte. Zwischen 1918 und 1921 war James Searle Dawley freischaffend tätig, danach arbeitete er bis 1923 für Fox Films.
Nach seinem Rückzug aus der Filmindustrie arbeitete Dawley von Ende der 1920er bis Mitte der 1930er Jahre beim noch neuen Medium Radio.